# Antioch (Ohio)
Antioch es una villa ubicada en el condado de Monroe en el estado estadounidense de Ohio. En el Censo de 2010 tenía una población de 86 habitantes y una densidad poblacional de 313,25 personas por km².

## Geografía
Antioch se encuentra ubicada en las coordenadas 39°39′40″N 81°4′1″O / 39.66111, -81.06694. Según la Oficina del Censo de los Estados Unidos, Antioch tiene una superficie total de 0.27 km², de la cual 0.27 km² corresponden a tierra firme y (0%) 0 km² es agua.

## Demografía
Según el censo de 2010, había 86 personas residiendo en Antioch. La densidad de población era de 313,25 hab./km². De los 86 habitantes, Antioch estaba compuesto por el 97.67% blancos, el 1.16% eran afroamericanos, el 0% eran amerindios, el 0% eran asiáticos, el 0% eran isleños del Pacífico, el 0% eran de otras razas y el 1.16% pertenecían a dos o más razas. Del total de la población el 0% eran hispanos o latinos de cualquier raza.